# Direzione generale Archeologia, belle arti e paesaggio
La Direzione generale Archeologia, belle arti e paesaggio è una delle dodici direzioni generali del Ministero della cultura e svolge le funzioni e i compiti relativi alla tutela del patrimonio archeologico, dei beni storici, artistici, architettonici ed etnoantropologici, ivi compresi i dipinti murali e gli apparati decorativi, e alla qualità e alla tutela del paesaggio. Con riferimento all'attività di tutela esercitata dalle soprintendenze Archeologia, belle arti e paesaggio, la Direzione generale esercita i poteri di direzione, indirizzo, coordinamento, controllo e, solo in caso di necessità ed urgenza, informato il Segretario generale, avocazione e sostituzione, anche su proposta del segretario regionale.
La Direzione, nella sua attuale struttura determinata dal DPCM n. 169 del 2 dicembre 2019 (Regolamento di organizzazione del Ministero per i beni e le attività culturali e per il turismo, degli uffici di diretta collaborazione del Ministro e dell'Organismo indipendente di valutazione della performance), è stata istituita in seguito alla fusione della Direzione generale Archeologia con la Direzione generale Belle Arti e Paesaggio, stabilita dal decreto ministeriale del 23 gennaio 2016, le quali a loro volta avevano ereditato le funzioni e i compiti dalla Direzione generale per il paesaggio, le belle arti, l'architettura e l'arte contemporanee (DG-PaBAAC), nata dall'accorpamento nel luglio 2009 della Direzione generale per la tutela e la qualità del paesaggio, l'architettura e l'arte contemporanee (DG-PARC ex DG-DARC) e della Direzione generale per i beni architettonici, storici, artistici e etnoantropologici (DG-BASAE).

## Organizzazione amministrativa
Le attività amministrative vengono svolte all'interno della Direzione da sei servizi:
- Servizio I: Organizzazione e funzionamento;
- Servizio II: Scavi e tutela del patrimonio archeologico;
- Servizio III: Tutela del patrimonio storico, artistico e architettonico;
- Servizio IV: Circolazione;
- Servizio V: Tutela del paesaggio;
- Servizio VI: Tutela del patrimonio demoetnoantropologico e immateriale.

## Istituti dipendenti e vigilati
Dalla Direzione generale dipendono, secondo la vigente organizzazione del Ministero della cultura, sette istituti così distinti:
Istituti nazionali
- Soprintendenza alla Galleria nazionale d'arte moderna e contemporanea;
- Istituto centrale per la grafica;

Istituto centrale
- Istituto centrale per la demoetnoantropologia;

Istituti dotati di autonomia speciale
- Soprintendenza speciale per il patrimonio storico, artistico ed etnoantropologico e per il polo museale della città di Firenze;
- Soprintendenza speciale per il patrimonio storico, artistico ed etnoantropologico e per il polo museale della città di Napoli;
- Soprintendenza speciale per il patrimonio storico, artistico ed etnoantropologico e per il polo museale della città di Roma;
- Soprintendenza speciale per il patrimonio storico, artistico ed etnoantropologico e per il polo museale della città di Venezia e dei comuni della gronda lagunare.

La Direzione esercita, inoltre la vigilanza su:
- Fondazione La Triennale di Milano;
- Fondazione La Quadriennale di Roma.

## Attribuzioni e ambiti di competenza
L'organizzazione amministrativa, le attribuzioni, le definizioni degli ambiti di competenza sono stati, sino alla fine del 2014, conseguenti alla struttura del Ministero per i beni e delle attività culturali e per il turismo variata a seguito dell'entrata in vigore del decreto del presidente della Repubblica 26 novembre 2007, n. 233, recante « Regolamento di riorganizzazione del Ministero per i beni e le attività culturali, a norma dell'art. 1, comma 404, della legge 27 dicembre 2006, n. 296», pubblicato nel supplemento ordinario alla Gazzetta Ufficiale 15 dicembre 2007, n. 291, come modificato dal presente DPR n.91 del 2 luglio 2009, Regolamento recante modifiche ai decreti presidenziali di riorganizzazione del Ministero e di organizzazione degli Uffici di diretta collaborazione del Ministro per i beni e le attività culturali », pubblicato nel Supplemento ordinario della Gazzetta Ufficiale n. 164 del 17 luglio 2009.
La nuova denominazione della Direzione e la sua struttura, in vigore a partire dal 10 dicembre 2015, varia in conseguenza del decreto del presidente del Consiglio dei ministri 29 agosto 2014, n. 171 « Regolamento di organizzazione del Ministero dei beni e delle attività culturali e del turismo, degli uffici della diretta collaborazione del Ministro e dell'Organismo indipendente di valutazione della performance, a norma dell'articolo 16, comma 4, del decreto-legge 24 aprile 2014, n. 66, convertito, con modificazioni, dalla legge 23 giugno 2014, n. 89 » pubblicato sulla Gazzetta Ufficiale n. 274 del 25 novembre 2014